# 被劫持的薩賓婦女

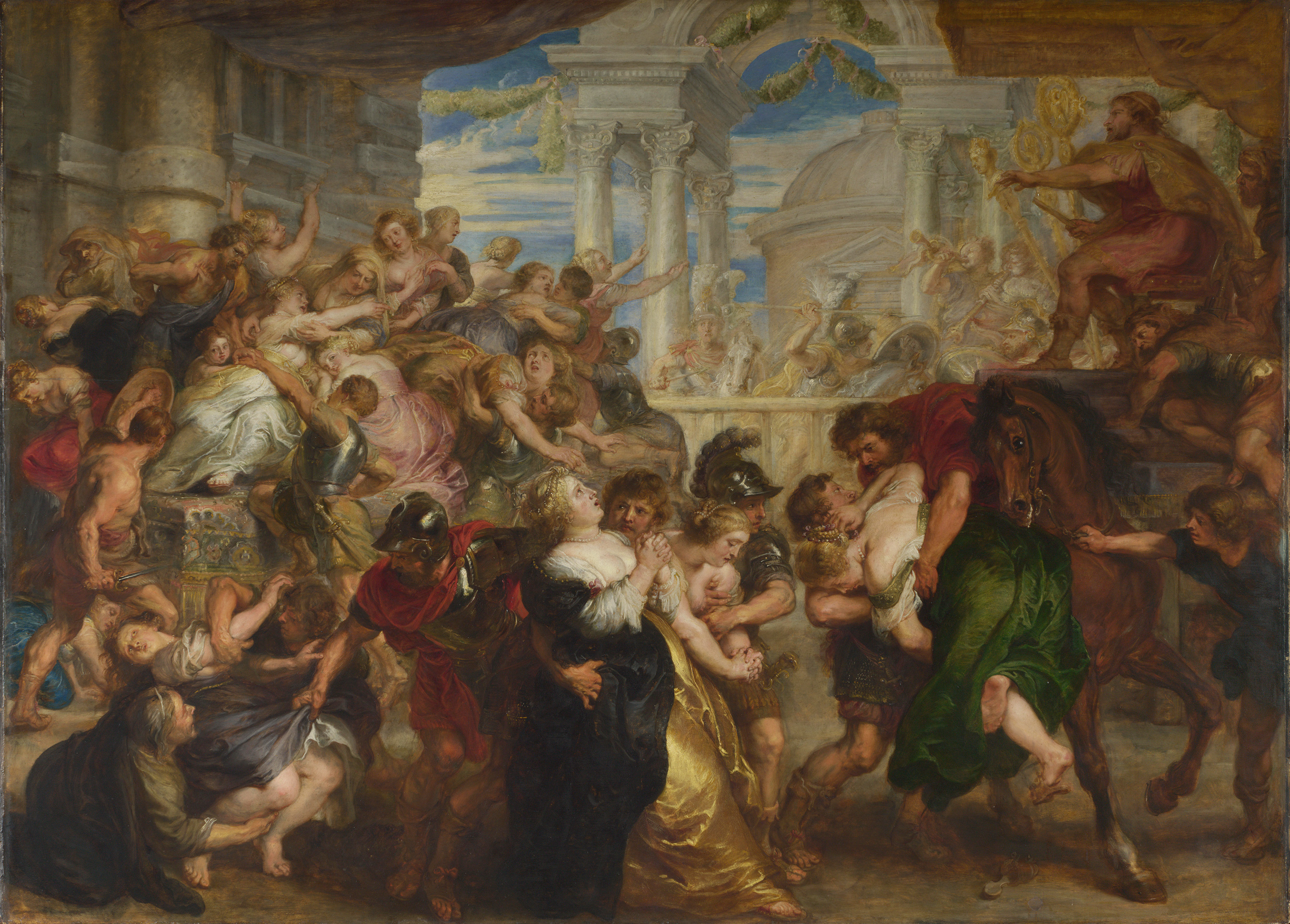
被劫持的薩賓婦女，彼得·保羅·魯本斯所繪

被劫持的薩賓婦女（拉丁語：Sabīnae raptae，"raptae"（原型raptio）為劫持之意）是羅馬神話中的故事，描述羅馬男人搶奪附近城邦的薩賓人婦女為妻。
根據羅馬史學家蒂托·李維，羅馬建城初期城內女性數量非常少，羅慕路斯擔心如此一來羅馬的人口將無法持續維持。在與附近的薩賓人城邦協商失敗後，羅馬人想出一個計畫：舉辦一場盛大的慶典，並邀請附近各城邦參加；在宴會中途羅慕路斯給出暗號，羅馬人立即對薩賓男人展開攻擊並奪取薩賓婦女。憤怒的薩賓國王提圖斯·塔提烏斯對羅馬宣戰。兩軍在拉庫斯庫提烏斯戰役激烈廝殺，但隨後薩賓婦女出面，擋在羅馬人與薩賓人之間阻止了戰鬥。最終雙方講合，提圖斯·塔提烏斯與羅慕路斯成為共治者。

## 外部來源
- Michael Crawford, Roman Republican Coinage, Cambridge University Press, 1974–2001.
- Walter Friedlaender, Nicolas Poussin: A New Approach (New York: Abrams), 1964.
- Mallory, J. P (2005). In Search of the Indo-Europeans. Thames & Hudson. ISBN 0-500-27616-1